# Премия индийской компании DSC за литературу стран Южной Азии
Премия индийской компании DSC за литературу стран Южной Азии (DSC Prize for South Asian Literature) — международная литературная премия за лучшее произведение о жизни в странах Южной Азии (Индия, Пакистан, Шри-Ланка, Бангладеш, Непал, Бутан, Мальдивы, Бирма, Афганистан). Темой может быть культура, политика, история, этнография.
Присуждается за повесть (не менее 25 000 слов) на английском языке (или переведенную на английский язык) вне зависимости от национальной принадлежности автора. Повесть должна быть опубликована в год, предшествующий году присуждения премии. Сумма гонорара составляет 25 тыс. ам. долларов. Премия учреждена Суриной и Манхадом Нарулой в 2010 году (Индия), присуждается с 2011 года.

## Лауреаты премии
- 2011 — Х. М. Накви (Пакистан)[2]
- 2012 — Шехан Карунатилака (Шри-Ланка)[3]
- 2013 — Джит Тайил (Индия)[4]
- 2014 — Сайрус Мистри (Индия)[5]
- 2015 — Джумпа Лахири (США)[6]
- 2016 — Анурадха Рой (Индия)[7]
- 2017 — Анук Арудпрагасам (Шри-Ланка)[8]
- 2018 — Джайянт Кайкини (Индия)[9]